# Lezéville
Lezéville é uma comuna francesa na região administrativa de Grande Leste, no departamento de Haute-Marne. Estende-se por uma área de 25,72 km². Em 2010 a comuna tinha 122 habitantes (densidade: 4,7 hab./km²).